# 科莱特广场

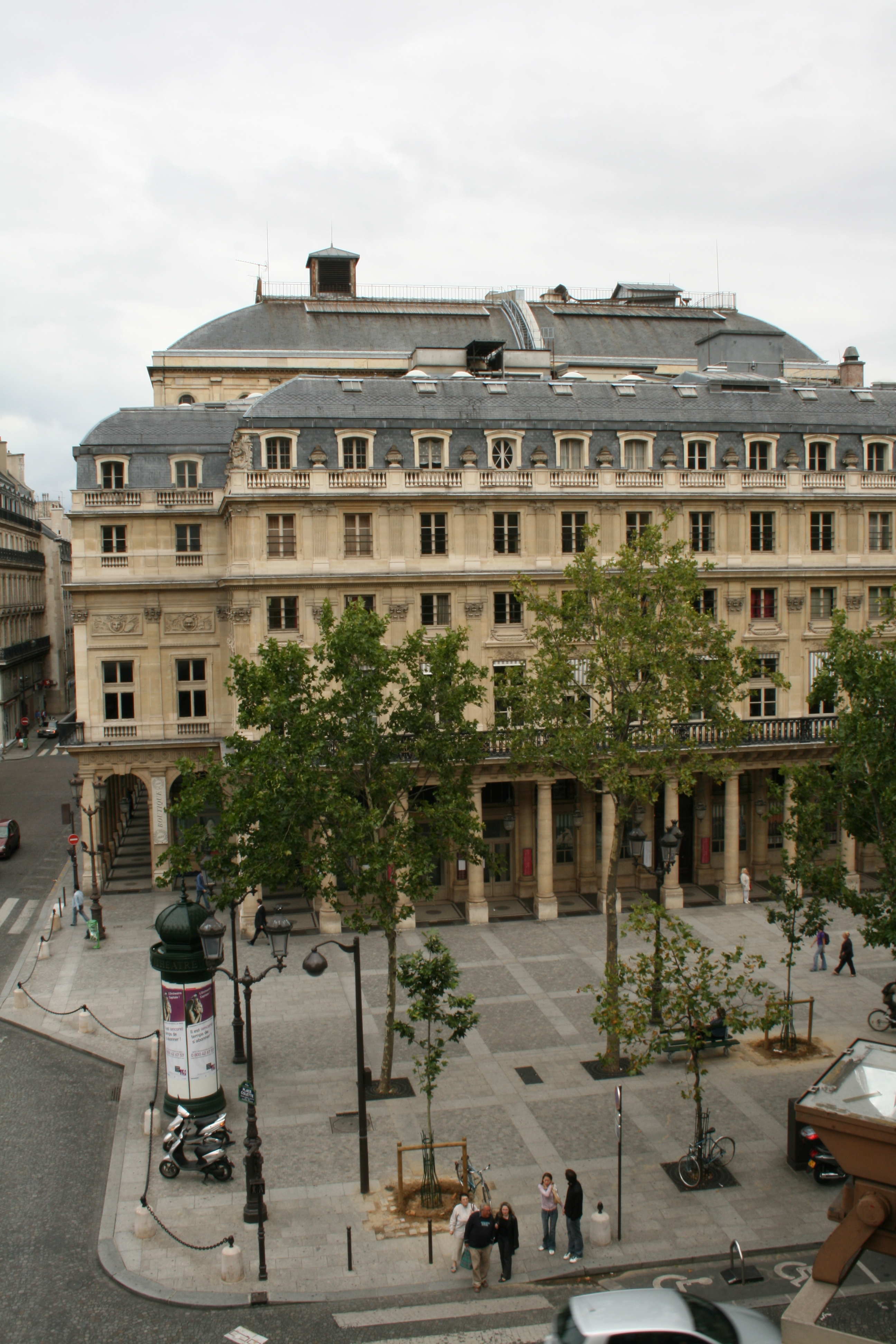

科莱特广场（Place Colette）是巴黎第一区的一个广场。圣奥诺雷路（Rue Saint-Honoré）、黎塞留路（rue de Richelieu）、安德烈·马尔罗广场（Place André-Malraux）等交汇于此。长 61米， 宽23米。附近的地铁站是皇家宫-卢浮宫站（Palais-Royal - Musée du Louvre,1、7号线）。
其南侧为圣奥诺雷路，北侧为巴黎皇家宫殿，西部是黎塞留路。

## 名称

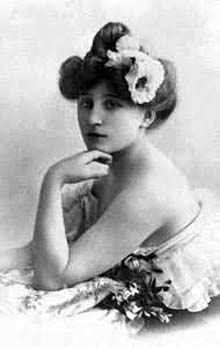

广场得名于女作家科莱特, 

## 历史

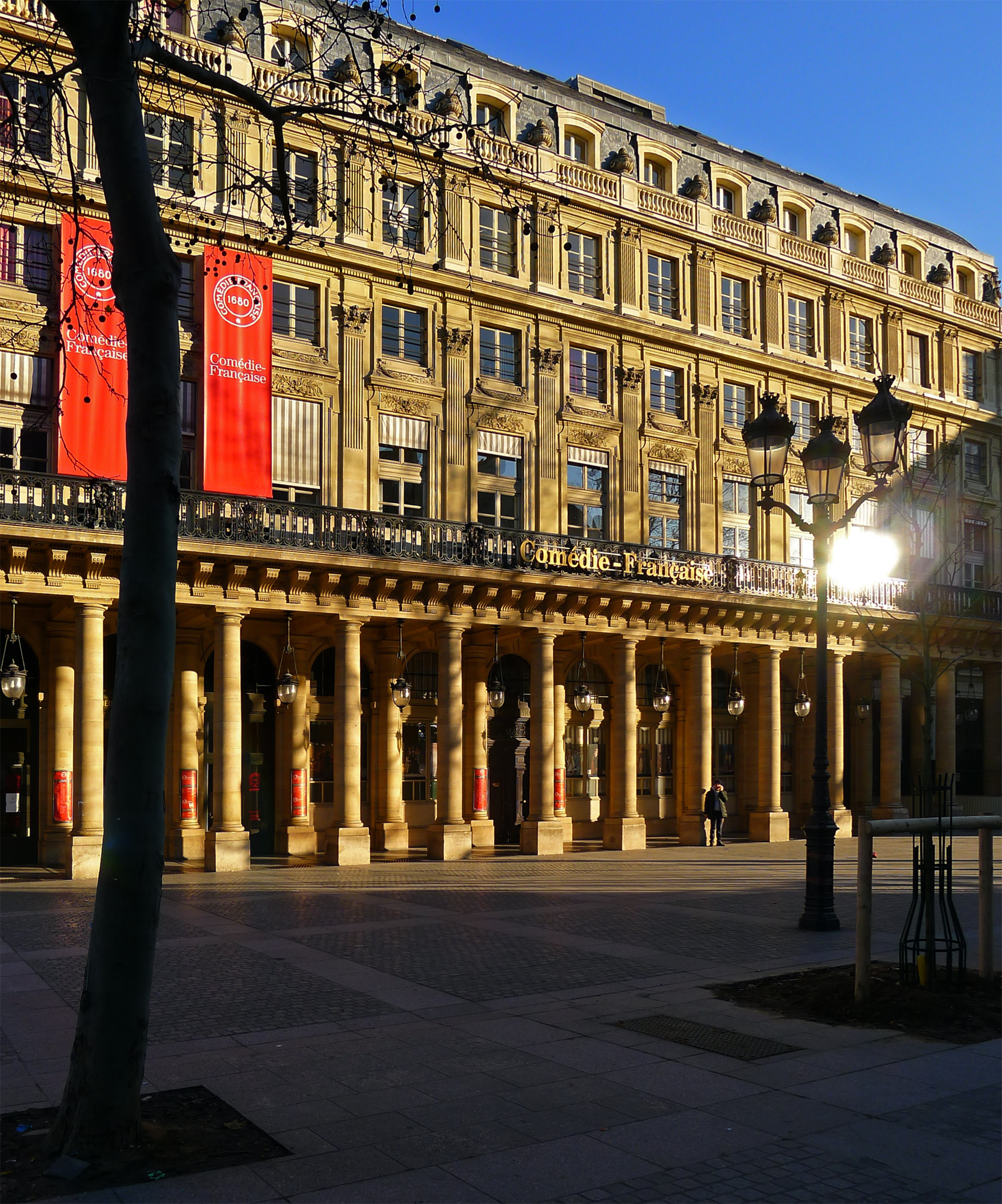

广场命名于1966年2月19日.